# Wazy Dragonów

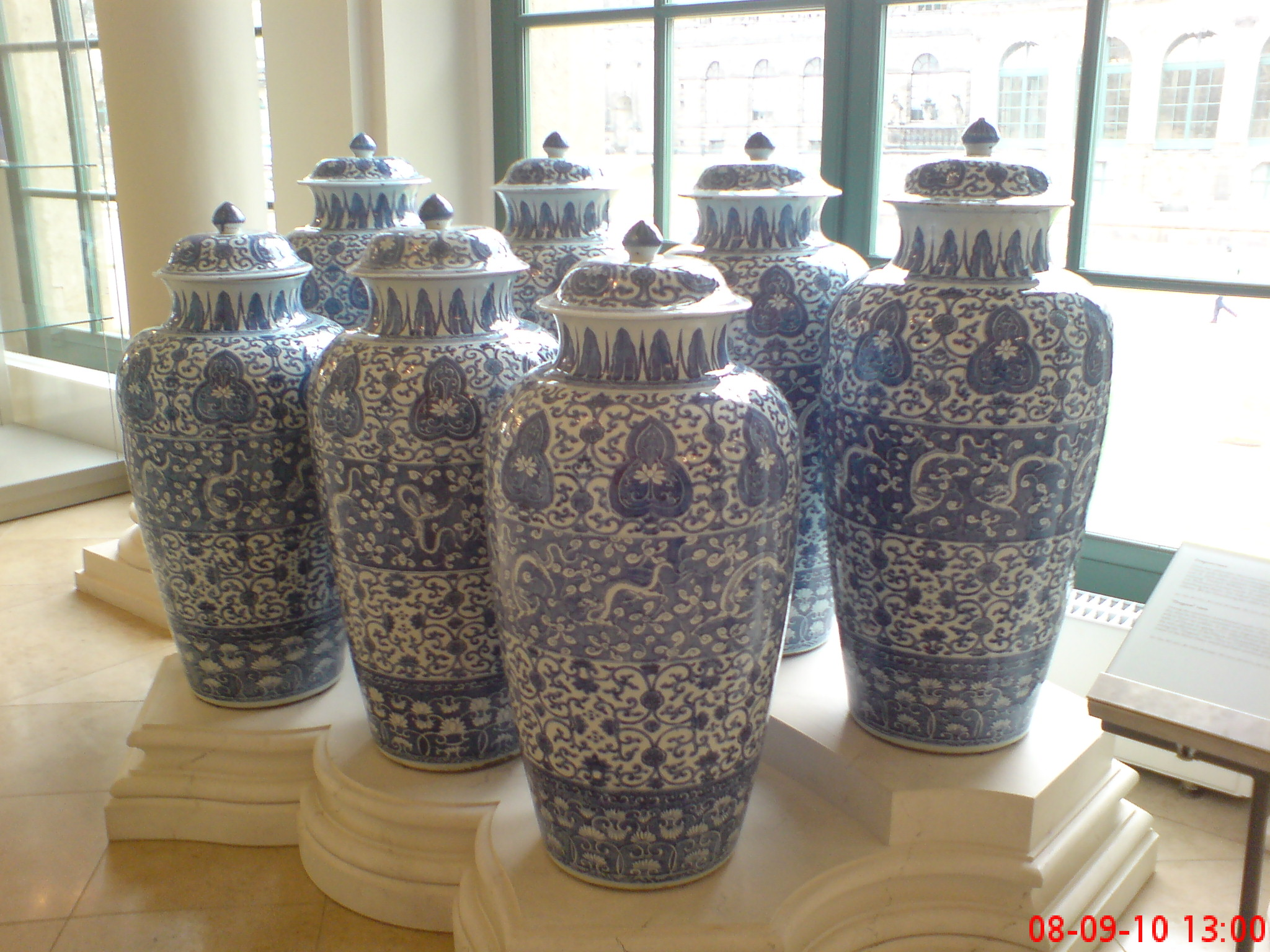
Wazy Dragonów

Wazy Dragonów – zbiór należących do Muzeum Porcelany w Dreźnie 151 porcelanowych, przykrywanych pokrywami waz o wysokości 1 metra, pomalowanych w biało-niebieskie wzory.
Nazwę zbiorowi waz nadano w związku z ich pochodzeniem. W 1717 roku August II Mocny otrzymał 151 porcelanowych waz chińskich od Fryderyka Wilhelma I Hohenzollerna w zamian za regiment złożony z 600 dragonów.